# Berliner Rundfunk 91.4
Der Berliner Rundfunk 91.4 ist ein privater Hörfunksender aus Berlin. Er ging am 1. Januar 1992 als Nachfolgesender des DDR-Hörfunksenders Berliner Rundfunk auf Sendung.
Der heutige Berliner Rundfunk 91.4 sendet ein 24-Stundenprogramm und orientiert sich musikalisch an den älteren Pop-Titeln und  Evergreens (Schwerpunkt: 1970er und 1980er Jahre). Die Morgensendung Unser Team für Berlin moderiert Simone Panteleit. Als männliche Station-Voice fungiert Michael Lott, als weibliche Stimme Ines Deinert.
Gesellschafter sind die Märkisches Medienhaus GmbH & Co. KG und die Radio-Information Audio-Service Zwei GmbH.

## Standort
Seinen Sitz hat der Berliner Rundfunk 91.4 zusammen mit 98.8 Kiss FM und 94,3 rs2 im „Medienzentrum Berlin“, das im Steglitzer Einkaufszentrum Das Schloss untergebracht ist.

## Sendegebiet
Das Sendegebiet ist Berlin und Brandenburg.
| Frequenz [MHz] | Region    | Sendestandort           | Leistung [kW] |
| -------------- | --------- | ----------------------- | ------------- |
| 091,4          | Berlin    | Berlin/Alexanderplatz   | 100           |
| 104,2          | Oderland  | Frankfurt (Oder)/Booßen | 020           |
| 100,9          | Uckermark | Casekow                 | 005           |
| 102,2          | Lausitz   | Cottbus Klein Oßnig     | 003           |

| Kanal | Region/Welle | Sender                  | Leistung [kW] |
| ----- | ------------ | ----------------------- | ------------- |
| 12D   |              | Berlin/Alexanderplatz   | 10            |
| 12D   |              | Berlin/Schäferberg      | 2             |
| 12D   |              | Frankfurt (Oder)/Booßen | 5             |
| 12D   |              | Cottbus/Calau           | 10            |
| 12D   |              | Cottbus/Hufelandstraße  | 1             |

Zusätzlich ist das Programm weltweit als Webstream empfangbar.